# Фонд Александра фон Гумбольдта
Фонд Алекса́ндра фон Гумбо́льдта (нем. Alexander von Humboldt-Stiftung) — фонд, учреждённый Федеральным правительством Германии и финансируемый министерством иностранных дел Германии, министерством образования и исследований, министерством экономического сотрудничества и развития, а также другими национальными и международными партнёрами. Фонд имеет целью развитие академического сотрудничества между учёными из Германии и из других стран. Фонд носит имя немецкого учёного Александра Гумбольдта.
Каждый год фонд на конкурсной основе присуждает более 700 исследовательских стипендий, достающихся в основном исследователям в естественных (включая математику) и гуманитарных науках. В частности, среди этих стипендий есть ряд крупных премий, таких как Гумбольдтовская профессура и премия Софьи Ковалевской. В Германии стипендии Фонда считаются одними из самых престижных; в сообщество «выпускников» фонда входит более 26 000 гумбольдтиан в более чем 130 странах мира, включая 50 нобелевских лауреатов. В России наиболее многочисленными являются клубы гумбольдтиан в Москве и в Новосибирске.